# Синан Сакић
Синан Сакић (Лозница, 13. октобар 1956 — Београд, 1. јун 2018) био је југословенски и српски фолк певач.
Музичку каријеру започео је 1978. године, а поред певања био је и бубњар до 1984. године. Крајем седамдесетих година снимио је прве студијске песме, а 1982. године први албум. Био је члан велике петорке Јужног ветра, а за живота снимио је велики број албума и песама.
Преминуо је после болести 1. јуна 2018. године у Београду.

## Биографија
Родио се у Лозници 13. октобра 1956. године у муслиманској породици. Његова мајка Ђулка радила је у фабрици, а отац Рашид је био члан војног оркестра, касније Загребачке и Београдске филхармоније. Још као дете показао је интересовање за музику, а остао ускраћен у жељи да свира клавир, јер је његов отац мислио да од тога неће имати користи. По занимању је био електроварилац, а радио је и као конобар.
Са осамнаест година служио је војску у Пули, а након изласка из војске се оженио. Синан је у то време већ био кафански певач, а његова тадашња супруга Велида из Јање била је из изузетно имућне породице. Из брака са њом имао је двоје деце — Рашида и Меду, који је такође певач. Други брак склопио је са Сабином, 29. јуна 1981. године, са којом је имао ћерку Ђулкицу и сина Алена. Са њим су заједно живели и деца из првог брака Сабине, Ернест и Елвис.
Више пута у медијима отворено је говорио о својим пороцима, а свој мир пронашао је у Индији, код индијског духовног вође Саи Бабе, који је, како је Синан тврдио, помогао њему и његовој породици.
Босанскохерцеговачки новинар Вехид Гунић је 1981. године објавио књигу о светски познатим личностима — Биљешке универзалног незналице, у којој је писао и о Сакићу, његовој музици и емоцији у песмама.
Током своје каријере освојио је 23 Оскара популарности, 10 Мелко награда, осам дијамантских плоча, пет платинастих плоча, велики број златних плоча и многе друге награде.

### Смрт
Сакић је 27. априла 2018. године примљен у болницу, где је установљено да му је неопходна трансплантација јетре. Умро је 1. јуна, у 62. години живота, у свом дому на Дорћолу.
Сахрањен је три дана након смрти, на муслиманском гробљу у Лозници.

## Музичка каријера
Музичку каријеру Синан је започео је као бубњар, када је са само 13 година почео да наступа као члан народњачког бенда, а касније заједно и са басистом Братиславом Брацом Динкићем. Иако је већ увелико имао каријеру певача, био је бубњар све до 1984. године.
Почетком седамдесетих година, на захтев публике, док је био бубњар, отпевао је песму Мене нана послала и убрзо након тога почео да се бави певањем и постао један од најплаћенијих кафанских певача у Лозници и околини овог града. Учио је песме Томе Здравковића, Здравка Чолића, Шабана Шаулића и многих других већ популарних певача, а његов таленат су увидели Радоје Митровић, Миодраг М. Илић и многи други музичари.
Своје прве песме Срели смо се много касно и Једна туга за два друга снимио је 1978. године, а следеће године још две — Кулу градим, вихор је обара и Мала Шемса. У наредном периоду је снимио још неколико синглова који су углавном били популарни на локалном нивоу; међутим, Синан је ускоро почео да привлачи пажњу публике, нарочито из Србије и Босне и Херцеговине. Године 1981, по препоруци музичког композитора и аранжера, Јана Носала, и људи из дискографске куће Дискос, Синан је упознао оснивача Јужног ветра и постао њихов члан. Први албум, Још увек те чекам, издао је 1982. године, са Јужним ветром. Након три месеца од издања албума, песме Мико, друже мој и На игранци синоћ постале су истакнуто слушане, пуштане на радио-станицама и сл.; плоча је продата у тиражу од око 100.000 примерака, што је за једног почетника био велики успех. Наредне, 1983. године, у продукцијској кући Дискос, такође са групом Јужни ветар, Синан је издао албум Што ме питаш како живим. Трећи албум, Погледај ме, са Јужним ветром, издао је 1984. године у ПГП РТБ; албум је продат у тиражу од око 700.000 примерака.
На југословенској турнеји Јужног ветра 1986. године, заједно са Милетом Китићем, Шемсом Суљаковић, Драганом Мирковић и Кемалом Маловчићем, наступао је широм СФР Југославије. Турнеја је кулминирала великим концертом у Београду на Ташмајдану, пред 18.000 људи. Први београдски солистички концерт одржао је 1986. године у Хали Пинки у Земуну, пред 5.000 посетилаца, а исто толико их је било испред хале. Концерт је организовала приватна естрадна ревија Естрада. Имао је турнеју са сарајевском групом Нервозни поштар широм БиХ и Хрватске. Поред концерта на Ташмајдану, концертне рекорде поставио је и у дворани Зетра у Сарајеву пред 15.000 посетилаца, као и у Тузли, где је његовом концерту присуствовало око 10.000 гледалаца. Наступао је и ван граница СФРЈ, у Немачкој, Аустрији и другим државама.
Синан Сакић је до 1991. године издао десет албума са Јужним ветром. Из тог периода произашли су многи хитови: Еј од кад сам се родио, Судбина ме на пут шаље, Заљубљен у тебе, Изађи на пет минута, Реци све жеље итд. Синан је први пут напустио Јужни ветар након албума Делија момак из 1991. године. Током 1992. и 1993. године издао је два албума у продукцији Зорана Старчевића. Из периода сарадње са Старчевићем, Синан је снимио хитове: Љубила ме жена та, Жена косе дуге, Свирајте направићу лом, Отварам ти душу и др. Већ 1994. године, певач се вратио у Јужни ветар и издао албум У мени потражи спас, са којег се издвојила песма Поклони пољубац пријатељу старом. У Јужном ветру задржао се до 2001. године када је издао свој последњи албум за ову продукцију. Из периода од 1994. до 2001. године у Јужном ветру (седам албума) Синан је снимио, између осталих, још и хитове: Зоко, моја Зоко, Ја поклањам златну бурму, Ја немам више коме да верујем, Куда идеш срећо моја.
Након одласка из Јужног ветра, Синан Сакић је 2002. године издао албум На екс за Голд продукцију. Са тог албума издвојиле су се највише песме Пијем на екс и Сунце моје. Након три године дискографске паузе, певач је 2005. године издао албум Емотивац у ВИП продукцији (данас БН мјузик). Са тог албума је највећи успех остварила песма Лепа до бола, да би након више од деценије од изласка овог албума велику популарност доживела и песма Да се опет родим. Године 2009. објавио је албум То је живот мој у ВИП продукцији. Са овог албума су се издвојиле песме Минут, два и Живот да стане не сме. Последња два албума била су му Шалу на страну (2011) и Једина (2014), а за потоњи је снимио шест спотова. Његова песма Храбар и луд нашла се у српском филму Клип из 2012. године.
У каријери је снимио неколико дуетских песама, од којих се издваја нумера Сви грешимо — коју је урадио са Драганом Мирковић. Песму Сабина посветио је својој супрузи (венчали се 29. јуна 1981. године).
Одржао је неколико великих концерата на стадиону Ташмајдан у Београду, а уједно и свој последњи — 3. јуна 2017. године.
За живота је издао 26 албума и 12 компилација, те одржао велики број концерата и остварио сарадњу са великим бројем познатих музичара. Материјално је помагао домове за незбринуту децу у Србији и одржао значајан број хуманитарних концерата.

## Дискографија

### Албуми
- Још увек те чекам (1982; Дискос)
- Што ме питаш како живим (1983; Дискос)
- Погледај ме (1984; ПГП РТБ)
- Реци све жеље (1985; ПГП РТБ)
- Нови хитови (1986; Дискос)
- Сви грешимо (1987; Дискос)
- Чаша по чаша (1988; Дискос)
- Реци чашо (1989; Дискос)
- Кад се врате скитнице (1990; Дискос)
- На Балкану  (1991; Дискос)
- Љубила ме жена та/У мраку (1992; Дискос)
- Корак од сна (1993; Дискос)
- У мени потражи спас (1994; Јувекомерц)
- Синан Сакић (1995; Јувекомерц)
- Уживо (?; Renome, JVP Vertirieb AG)
- Зоко, моја Зоко (1996; Продукција „Јужни ветар”, Лазаревић продукција)
- Додирни ме (1997; Продукција „Јужни ветар”, Лазаревић продукција)
- Држ' се Миле, још си жив (1998; Јувекомерц)
- Не, не дај да те љуби (2000; Јувекомерц)
- Синан Сакић (2001; JVP Vertrieb AG, Бест рекордс)
- На екс (2002; Голд мјузик)
- Емотивац (2005; ВИП продукција)
- То је живот мој (2009; Vujin records, ВИП продукција)
- Шалу на страну (2011; Saivizia)
- Једина (2014; Гранд продукција, Бој мјузик)

### Синглови и ЛП плоче
- Срели смо се много касно/Једна туга за два друга (1978; Дискос)
- Кулу градим, вихор је обара/Мала Шемса (1979; Дискос)
- Не тугуј друже стари/Сувише си лепа да би моја била (1980; Дискос)
- Растанак крај реке/Ти имаш своје друштво (1989; Дискос)

### Компилације
- Свирајте, направићу лом / Ни по’ гроша пребијена (1993; МИТ Старчевић)
- Мала Шемса (1995; Дискос)
- Жена косе дуге (1996; Лазаревић продукција, МИТ Старчевић)
- Хитови 1 (2000; Хи-Фи Центар, Дискос)
- Хитови 2 (2000; Хи-Фи Центар, Дискос)
- На Балкану / Што ме питаш како живим — са Јужним ветром (2000; Дискос)
- Хитови за сва времена (2002; World Music Machine)
- Синан и Јужни ветар (2005; Гранд продукција)
- Еј од кад сам се родио / Мико, друже мој — са Јужним ветром (2009; Дискос)
- Уживо Скендерија (2001; Song Zelex)
- The best of Sinan Sakić (?; JVP Vertrieb AG)
- Уживо — са Јужним ветром (?; Јувекомерц)

### Гостовања на компилацијама
- Мико, друже мој, разни извођачи — Милетова песмарица (1983; Дискос)
- Нестао је осмех среће, Љутим се на самог себе и Реци све жеље — Јужни ветар: Шемса, Синан, Василија, Душко и Милица (1986; ПГП РТБ)
- Када умре љубав, разни извођачи — Сви за једног, један за све (1990; Југотон)
- Замолићу срце, разни извођачи — Сви за једног, један за све 2 (1993; Бонами)
- Жена косе дуге и То је казна, то је бол , разни извођачи — Сви за једног, један за све 3 (1994; Бонами)
- Жена косе дуге, разни извођачи — Најлепше двојке (1994; МИТ Старчевић)
- Ни по гроша пребијена, разни извођачи — Сви за једног, један за све 4 (1995; Бонами)
- Сви ми нисмо исте среће и Негде ми се срећа губи, разни извођачи — Падобранац (1995; Јувекомерц)
- Ветре пријатељу, разни извођачи — Сви за једног, један за све 6 (1997; Зам, Vujin trade line AG)
- Зашто оде и Робиња, разни извођачи — Скроман момак (1998; Јувекомерц)
- Љутим се на самог себе, разни извођачи — Новогодишњи мега фолк микс 3 (1999; Folk master Paris)
- Ти не знаш како је то, разни извођачи — Сви за једног, један за све 7 (1999; Зам, Зам плус)
- Нити живим, нити мрем, разни извођачи — Нити живим, нити мрем (2000; Јувекомерц)
- Сабина, разни извођачи — Имена наше младости (2001; Traped pictures, ПГП РТС, Junkom goration)
- Жена дуге косе и Корак од сна, разни извођачи — Зоран Старчевић — Хитови за сва времена (2002; Гранд продукција)
- Једна туга за два друга и Срели смо се касно, разни извођачи — Мега звезде, мега хитови (2002; Тиоли)
- Све је постало пепео и дим, разни извођачи — Кафанске баладе 1 (2003; Хи-Фи Центар)
- Ружо, ружице, разни извођачи — Летња фолк журка (2003; Голд мјузик)
- Срели смо се много касно и Једна туга за два друга, разни извођачи — Хит до хита (2006; 3in1)
- Није моје срце лудо, Драгана Мирковић — Најлепше песме (2006; Јувекомерц)
- Суморно јутро, разни извођачи — VIP Live 1 (2007; ВИП продукција)
- Вечити момак, Ружо ружице и песма А мене нема више, разни извођачи — Оријент експрес (2007; Голд мјузик)
- Две литре вина, Драган Којић Кеба — The best of (2007; Гранд продукција)
- Круна, разни извођачи — Супер хитови 2010/2011 (2010; Сити рекордс)
- Јачи него икад, разни извођачи — Најлепши дуети (2012; Екстра мјузик)
- Иди бог нека те види, разни извођачи — Зимска колекција Гранд хитова (2014; Гранд продукција)
- Опет бих до дна, разни извођачи — Грандоманија 1 (2015; Гранд продукција)
- Ја сам тебе изабрао, Сабина, Реци чашо, Судбина ме на пут шаље, Није моје срце лудо (?)
- Мико, друже мој, разни извођачи — Хит године (Продукција „Јужни ветар”)

### Гостовања на албумима
- Није моје срце лудо, Драгана Мирковић и Јужни ветар — Симпатија (1990; Дискос)
- Последњи пут заједно, Реци ми сада, Индира Радић и Јужни ветар — Угаси ме (1994; Јувекомерц)
- Још увек те чекам, Марта Савић и Јужни ветар — Немој бар ти (1994; Продукција „Јужни ветар”)
- Опроштајна песма, Дођох да те видим, Срећко Шушић, Синан Сакић, Шемса Суљаковић, Љубиша Стојановић Луис и Јужни ветар — Нисмо из истог света (1995; Јувекомерц)
- Аца Лукас — Уживо Хала Пионир 10. 10. 1999 (1999; JVP Vertrieb AG)
- Две литре вина, Драган Којић Кеба — Тихо ноћас... (2001; ЗаМ)
- А мене нема више, Шемса Суљаковић и Џавид Бенд — Шемса (2002; Голд мјузик)
- Не певај о њој, пријатељу, Марко Булат — Небеска кафана вол. 5 (2007; Сербијан мјузик)
- Јачи него икада, Драгана Мирковић — Експлозија (2008; Vujin records)
- Круна, разни извођачи — III Аксал гранд фестивал (2010; Гранд продукција)
- Круна, Горан & ОК бенд — Best of Goran & OK band (2010; Сити рекордс)
- Еј од кад сам се родио и Лепа до бола, Зорица Брунцлик — Комбанк арена 2014 (2014; Гранд продукција)

## Фестивали
- 1984. Хит парада — Погледај ме
- 1985. Хит парада — Реци све жеље
- 2010. Гранд фестивал — Круна (са ОК бендом)